# Messier 108
Messier 108 sau M108 este o galaxie spirală barată.